# Горња Лупљаница
Горња Лупљаница је насељено мјесто у општини Дервента, Република Српска, БиХ. Према попису становништва из 2013. у насељу је живјело 366 становника.

## Географија
У засеоку Брестовци се налазе природне јаме у камену које су дубоке до два метра и нешто мање широке. Локално становништо ове рупе назива амбарине. Амбарине су у прошлости користили имућнији становници Горње Лупљанице за чување, односно оставу хране. Због велике порозности земљишта, амбарине су доста суве и храна се у њима не квари.

### Воде
У насељу извире рјечица Лупљаница. Водовод града Дервенте је на врелу Лупљанице изграђен за вријеме аустроугарске владавине 1896. Зграда водовода је подигнута 1897. Врело Лупљанице је био једини снабдјевач воде за Дервенту све до 1972. У прошлости је врело имало проток воде 12 литара у секунди. Црпне станице су радиле на парни погон до 1928, од када је уведена струја.

## Назив
Назив Лупљаница се према вјеровању становниптва везује за лупу воде. Вода на извору рјечице Лупљанице је избијала из земље и при томе стварала буку изазвану лупањем, те је насеље по лупи назвало Лупљаница. Постоји и вјеровање да је Лупљаница добила назив по лупи камена, односно буци коју је стварало лупање камења у каменолому који се у прошлости налазио на археолошком локалитету Каурска обала.

## Историја
На локацији Високо брдо се налази археолошко налазиште из доба палеолита. Претпоставља се да се стаци средњовјековног насеља Луп налазе на локацији Каурска обала. Луп се помиње 1461. године у средњовјековној повељи Радивоја Остојића. При крају Другог свјетског рата Њемци су током повлачења са простора окупирање Југославије са великим снагама обезбјеђивали жељезничку станицу Лупљаница. Најстарија сачувана традиционална кућа у насељу припадала је Душану Тешићу и потиче из времена око 1910. Кућа је грађена на четири воде, од дрвета које није обрађивано у пилани него је ручно тесано.

## Саобраћај
Кроз насеље је око 90 година пролазила жељезничка пруга Теслић-Дервента, која је укинута 1968. Некадашња зграда жељезничке станице је у лошем стању. Поред жељезничке станице се налазио Маричин хан, који је срушен у првој деценији двадесетог вијека.

## Привреда
Становништво се у прошлости готово искључиво бавило пољопривредом. У прошлости је постојало више воденица за брашно, Живковића млин, Чучковића млин, Боројевића млин, Кобинац и други, а данас постоји само Мишића млин.

## Становништво
| Демографија | Демографија | Демографија |
| Година      | Становника  | Становника  |
| ----------- | ----------- | ----------- |
| 1961.       | 1.400       |             |
| 1971.       | 1.390       |             |
| 1981.       | 1.154       |             |
| 1991.       | 944         |             |
| 2013.       | 366         |             |

### Презимена
- Матић[1]
- Кузмановић[1]
- Кљајић[1]
- Радановић[1]
- Јошић[1]
- Јошић[1]
- Тешић[1]
- Брестовац[1]
- Пријевић[1]
- Тадић[1]
- Мишић[1]